# Леонес
Леонес (исп. Leones) — город и муниципалитет в департаменте Маркос-Хуарес провинции Кордова (Аргентина).

## История
В 1860-х годах была построена железная дорога, соединившая Росарио и Кордову, и здесь была построена железнодорожная станция «Леонес». В 1881 году власти провинции дали разрешение на образование в районе станции населённого пункта, который стали заселять иммигранты из Италии.